# Colônia Ivoti
A Colônia Ivoti é uma área do estado do Rio Grande do Sul, no Brasil. Divide-se em 37 lotes, dos quais sete ficam no município de Dois Irmãos e trinta em Ivoti, no Vale das Palmeiras.

## Topônimo
"Ivoti" é um termo oriundo da língua tupi que significa "flor".

## História
Foi criada em 1966, com a vinda de duas famílias de imigrantes japoneses, os Sasada e os Tanisaki. Sua população, atualmente, é formada por cerca de duzentos habitantes.
Os principais produtos cultivados na Colônia Ivoti são as uvas de mesa, o quiuí, a bergamota, o caqui, as flores naturais, tanto para produção de mudas como para ornamentação, e as hortaliças, para consumo e produção de mudas.